# Microrégion de Carazinho
La microrégion de Carazinho est une des microrégions du Rio Grande do Sul appartenant à la mésorégion du Nord-Ouest du Rio Grande do Sul. Elle est formée par l'association de dix-huit municipalités. Elle recouvre une aire de 4 935,936 km2 pour une population de 162 174 habitants (IBGE - 2005). Sa densité est de 32,9 hab./km2. Son IDH est de 0,768 (PNUD/2000).

## Municipalités[1]
- Almirante Tamandaré do Sul
- Barra Funda
- Boa Vista das Missões
- Carazinho
- Cerro Grande
- Chapada
- Coqueiros do Sul
- Jaboticaba
- Lajeado do Bugre
- Nova Boa Vista
- Novo Barreiro
- Palmeira das Missões
- Pinhal
- Sagrada Família
- Santo Antônio do Planalto
- São José das Missões
- São Pedro das Missões
- Sarandi

## Microrégions limitrophes
- Frederico Westphalen
- Passo Fundo
- Não-Me-Toque
- Cruz Alta
- Ijuí